# Sterrebos (Groningen)
Het Sterrebos is een park in de Nederlandse stad Groningen, ten noordwesten van de wijk Helpman. Het is een gemeentelijk monument. Na het voltooien van de verdiepte zuidelijke ringweg is het Sterrebos anno 2025 onderdeel geworden van het nieuwe Zuiderplantsoen, samen met een nieuw aangelegde kantoortuin bij kantorenpark Kempkensberg en het stuk stad waar de nieuwe zuidelijke ringweg onderdoor loopt.

## Beschrijving
Het vrijwel vierkante Sterrebos werd ontworpen door stadshovenier Jan Godfried Becker, en werd in 1765 aangelegd op initiatief van burgemeester Hendrik van Sijsen. Oorspronkelijk was het daadwerkelijk een sterrenbos, een bos met acht paden die vanuit een centraal punt in verschillende richtingen liepen. Deze opzet, die in de achttiende eeuw in zwang was en bij uitstek geschikt was voor de jacht, is grotendeels verloren gegaan.
Tussen 1855 en 1863 had de Commissie tot Werkverschaffing van het Algemeen Diaken Gezelschap toestemming om er elk jaar in de winter keien uit de grond te mogen laten graven door werkloze seizoensarbeiders om deze vervolgens tot puin (keislag) te laten kloppen voor het verharden van wegen in de gemeente. Dit graafwerk zorgde voor veel schade aan de eikenbomen en vormde de aanleiding voor de eerste plannen om het bos van een ander ontwerp te voorzien. Dit project werd echter niet uitgevoerd.
Na de ontmanteling van de vestingwerken van Groningen werd het bos tussen 1882 en 1883 uitgebreid aan de zuidzijde op de  daarvoor geslechte werken van de Helperlinie. Onder leiding van de Haarlemse architect Louis Paul Zocher werd aan zuidzijde van het bestaande Sterrebos een park aangelegd in de toen in zwang zijnde Engelse landschapsstijl met slingerpaden, heuvels en in het centrale middelpunt een vijver. Deze werken vonden plaats in dezelfde tijd dat ook het in korte tijd erg populair geworden Noorderplantsoen werd aangelegd. Om die reden werd door sommigen ook wel gesproken van het 'Zuiderplantsoen'. Zochers eerste ontwerp voorzag onder andere in de aanleg van een grote vijver. Deze was beperkter van opzet dan aanvankelijk beoogd, omdat het stadsbestuur tevens toestemming had verleend tot de bouw van een watertoren aan de Hereweg. Openbare werken liet de vijver echter sterk inkorten, en de beoogde muziekkoepel op een eilandje in het brede gedeelte van de vijver werd ook niet gerealiseerd. Hoewel Zocher aanvankelijk dan maar helemaal geen vijver meer in zijn ontwerp wilde opnemen, ging hij uiteindelijk toch akkoord.
Omdat het bestaande geometrische park 'ongunstig' afstak tegen de sierlijke vormen van het nieuwe deel, gaf de gemeente in 1884 opdracht om ook het oude deel van het bos in overeenstemming hiermee te brengen. Een initieel ontwerp van A. Schram de Jong voorzag daarbij in de aanleg van meerdere tot acht meter brede rijwegen. Dit vond de commissie van openbare werken echter te risicovol voor voetgangers en fietsers, daar zij eerder ook al veel moeite had moeten doen om de moeskers met hun ezelskarren en wagens uit het bos te houden. Uiteindelijk werd besloten tot de aanleg van twee vier meter brede begrinde rijwegen, die in het midden samenkwamen. Verder werden de bestaande rechte paden omgevormd tot slingerpaden en werden enkele gazons aangelegd.
In 1964 werd door de aanleg van de zuidelijke ringweg in Groningen het Sterrebos in twee stukken verdeeld: een noordelijk (vrij klein) deel en een zuidelijk deel. De Theekoepel in het Sterrebos naast de nabijgelegen Zuiderbegraafplaats, die daar in 1818 was gebouwd in opdracht van belastingontvanger Sebastiaan Mattheus Sigismund de Ranitz, verhuisde naar de rand van het bos. Deze theekoepel was in het verleden in gebruik als atelier.
Aan de rand van het bos bevindt zich het Joods monument, bestaande uit zes grote bronzen handen. Elk jaar op 4 mei is deze plek het startpunt van een stille tocht in het kader van de Nationale Dodenherdenking.
In de jaren zeventig en tachtig van de vorige eeuw werden in het Sterrebos regelmatig popconcerten gegeven onder de noemer Sterren in het Bos. Ook tegenwoordig worden er in de muziekkoepel in het bos nog kleine concerten gegeven, die worden georganiseerd door het wijkcomite van de aangrenzende wijk Helpman.
In het bos komen onder meer stinsenplanten, eekhoorns en enkele vleermuiskolonies voor. Ook broedt er een kolonie reigers.

## Galerij

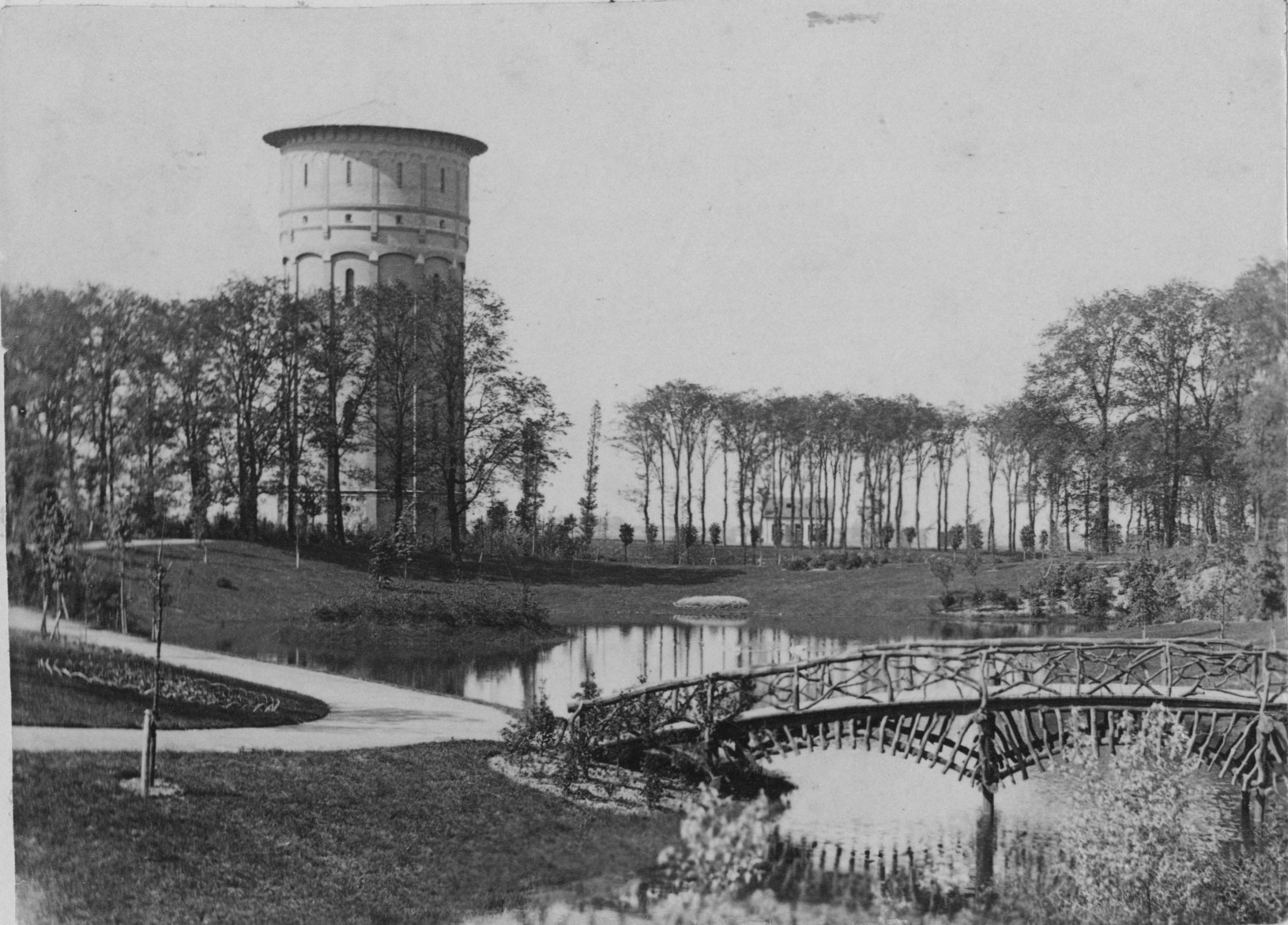
Het Sterrebos rond 1890 met de oude watertoren
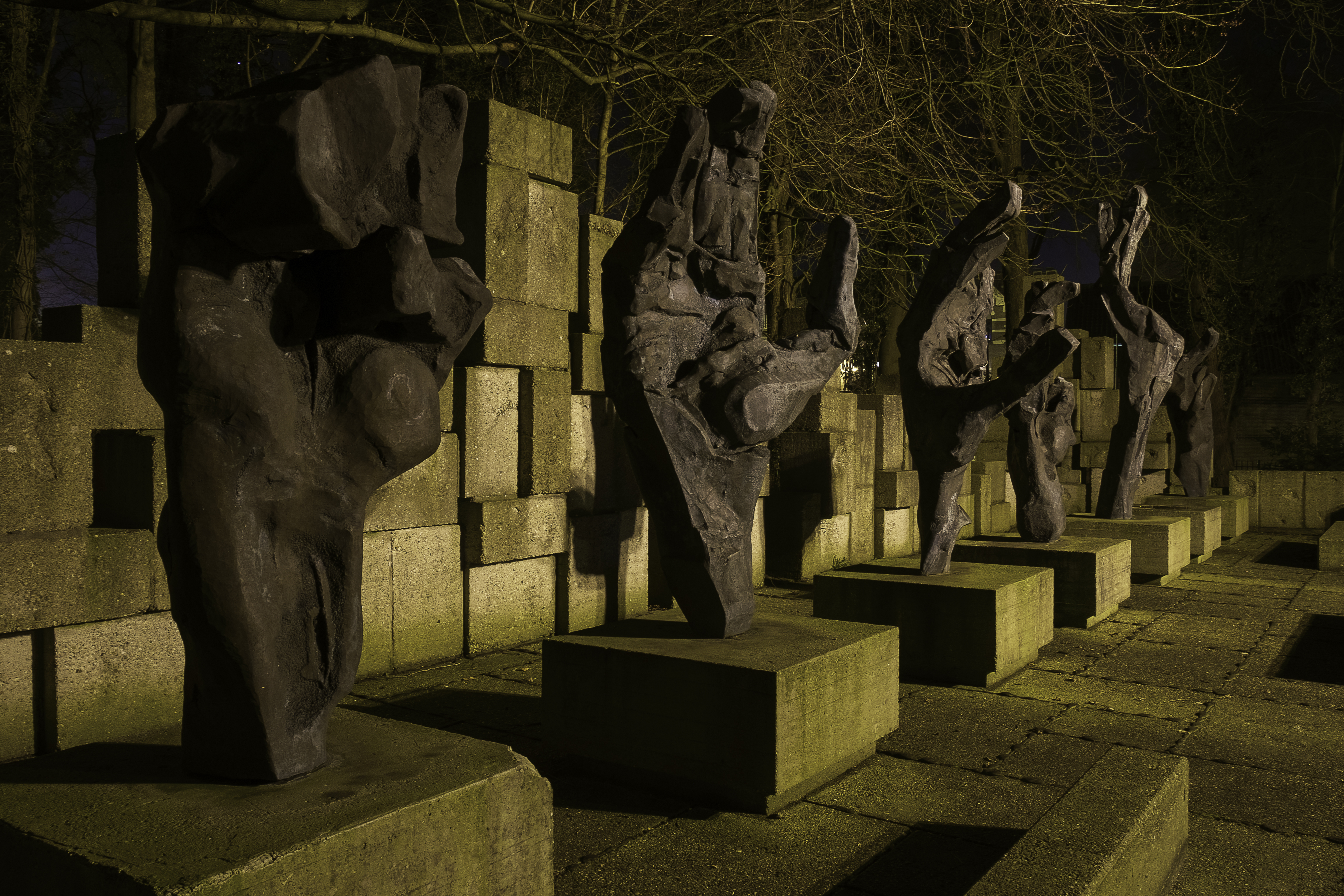
Het Joods monument verrees in de jaren 1970 op de plek van de watertoren (2007)
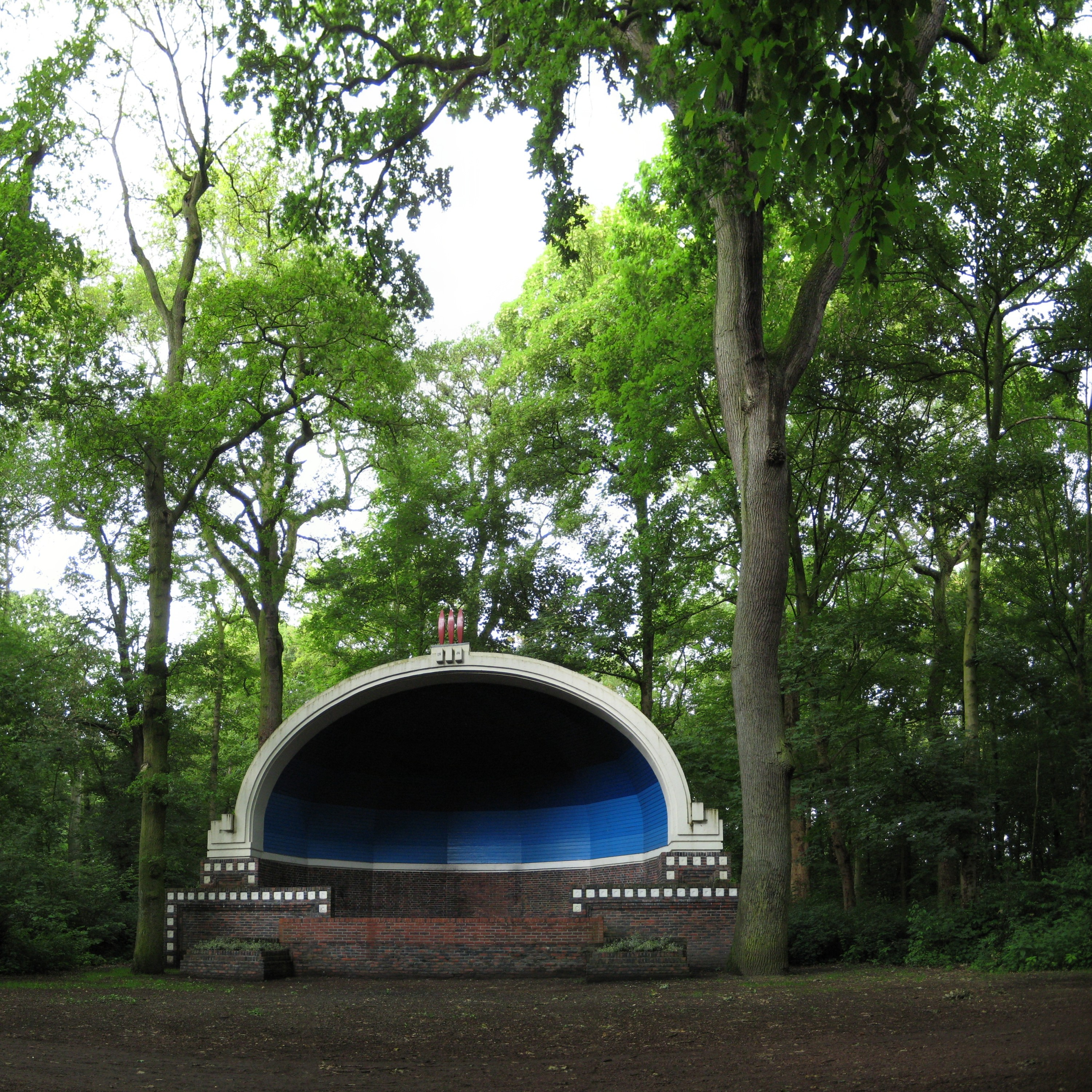
De muziekkoepel, die uit 1928 dateert en werd ontworpen door de Groninger stadsarchitect Siebe Jan Bouma (2009)
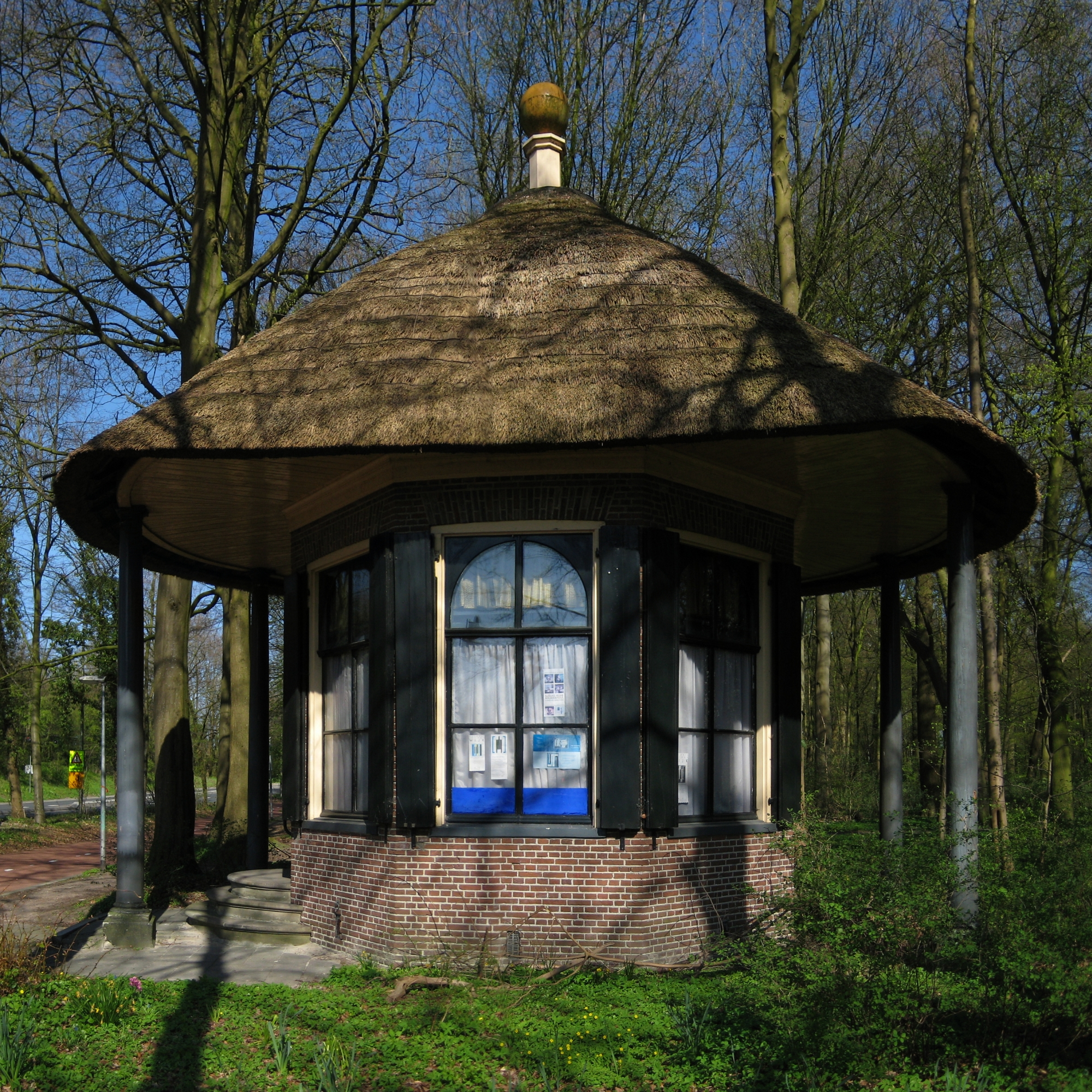
Theekoepel (2010)
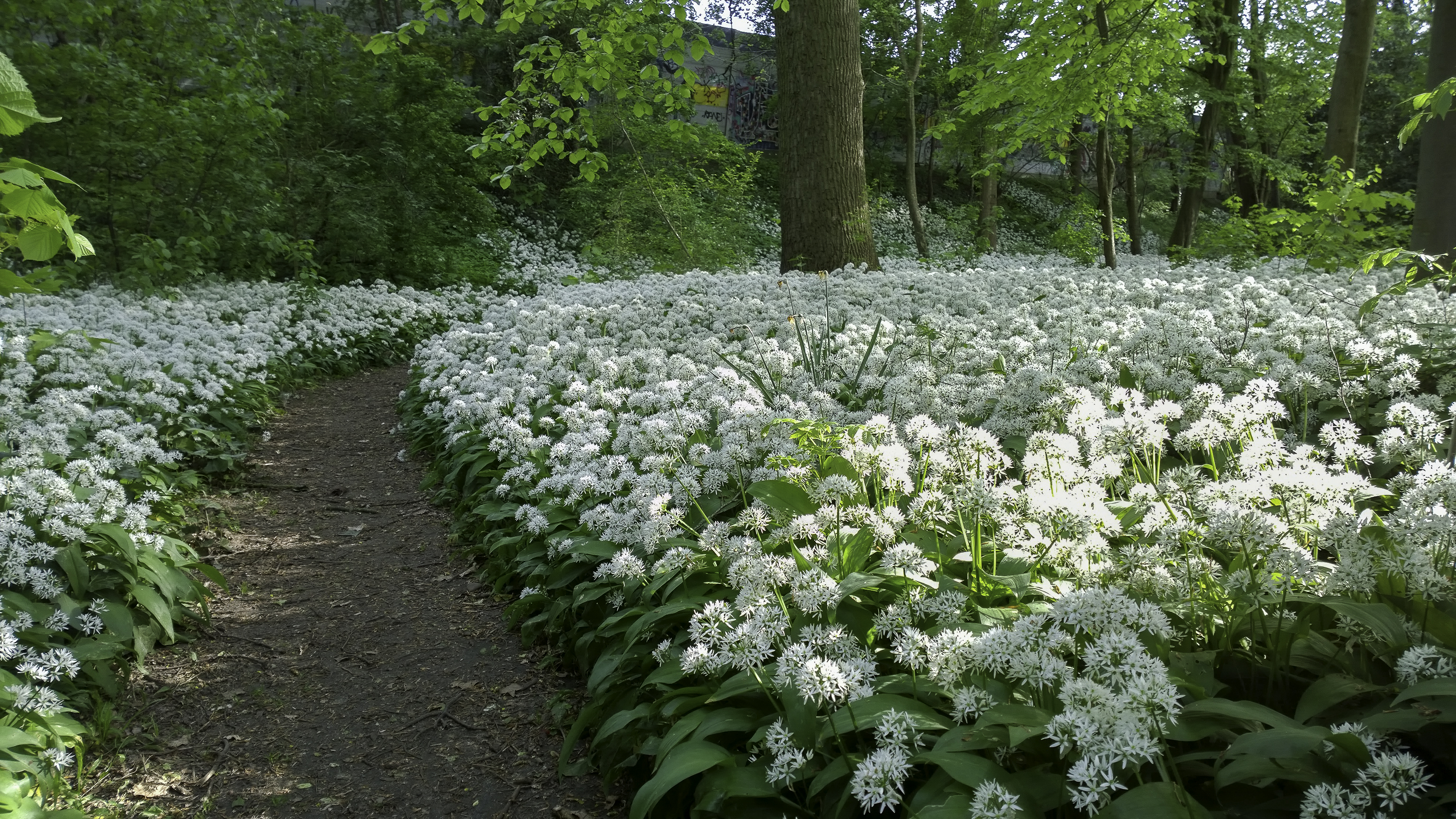
Daslook in het Sterrebos ten noorden van de ringweg (2015)
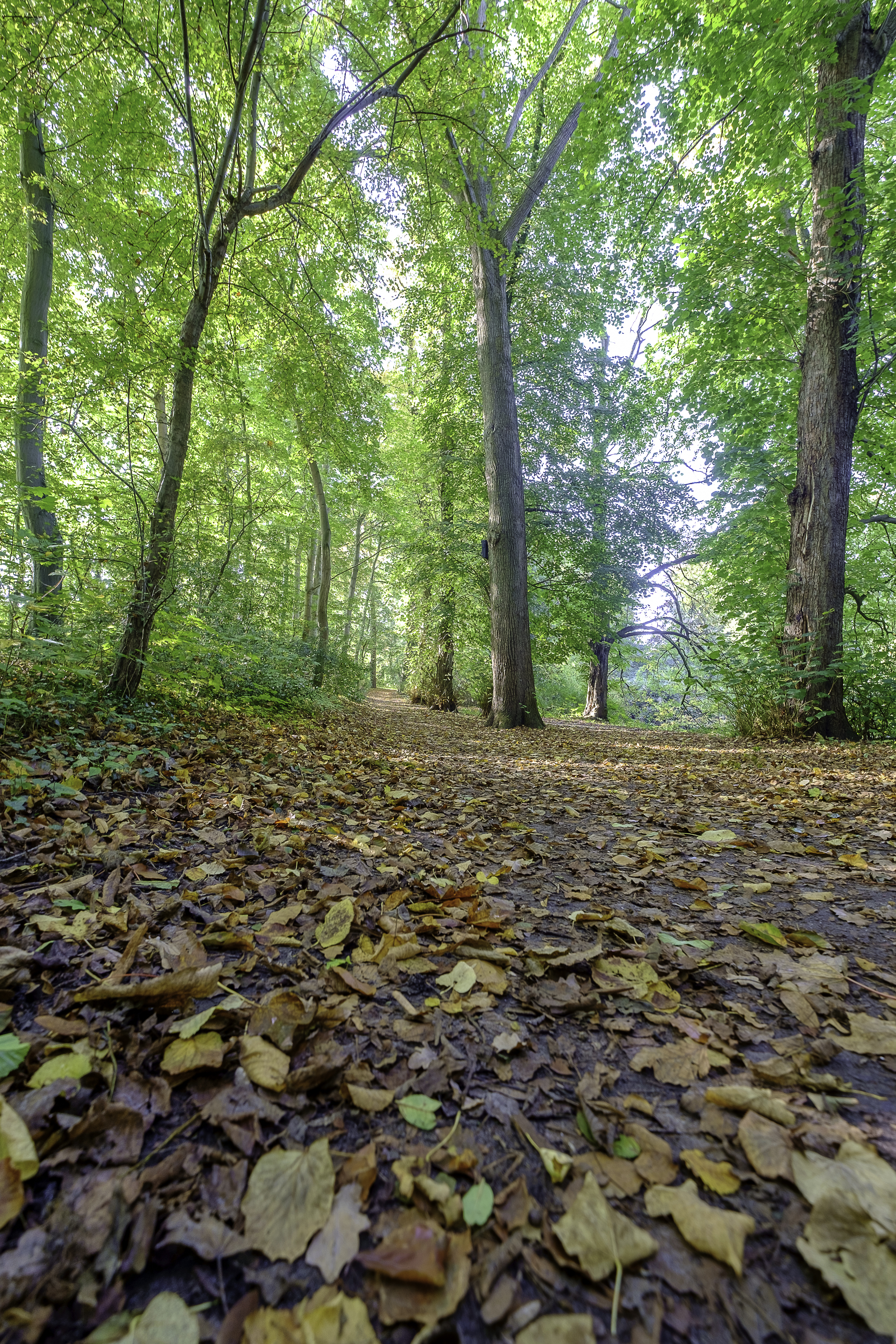
Laan in het zuiden van het bos (2017)
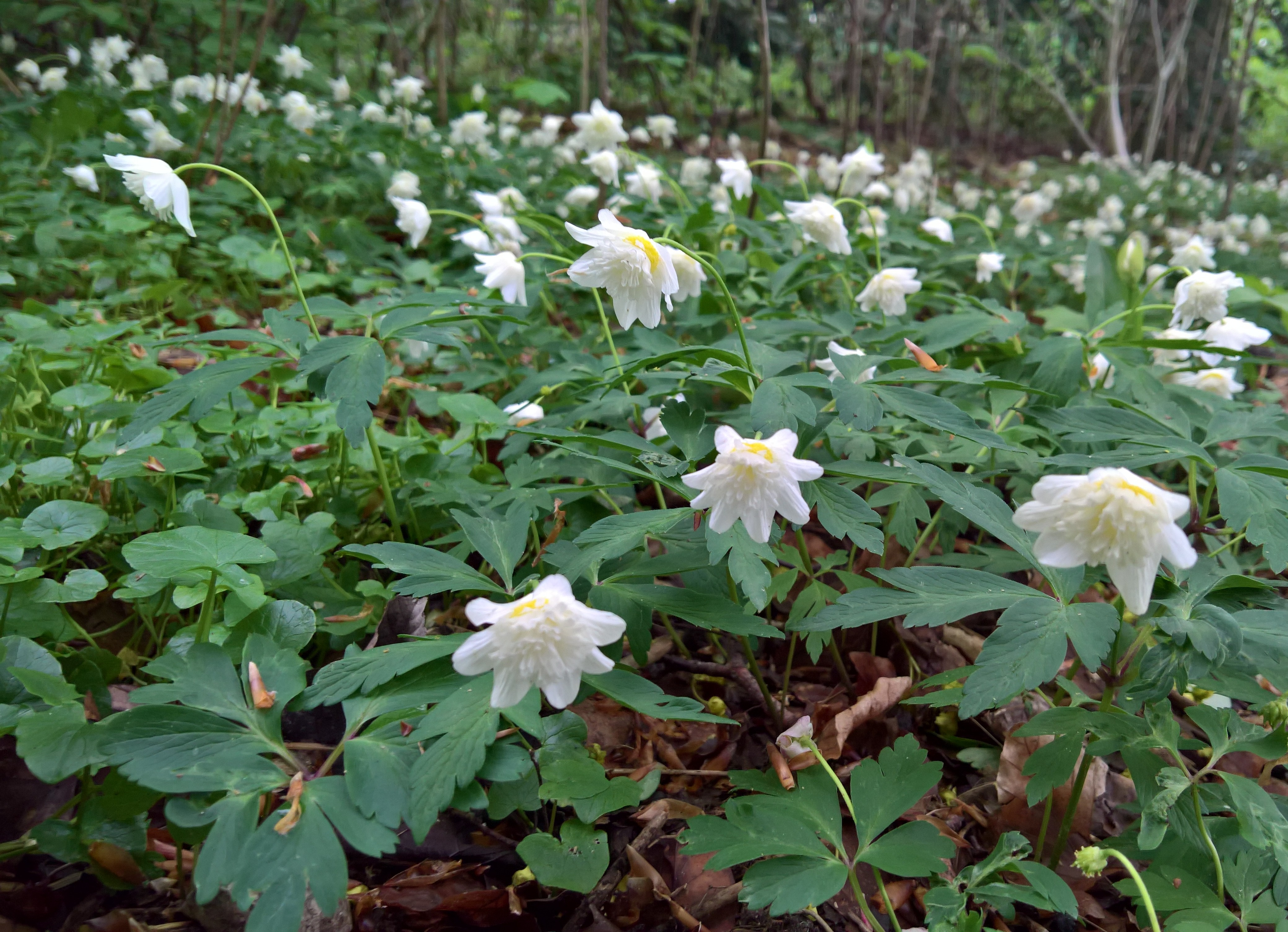
Bosanemoon (cultivar), Sterrebos (2018)
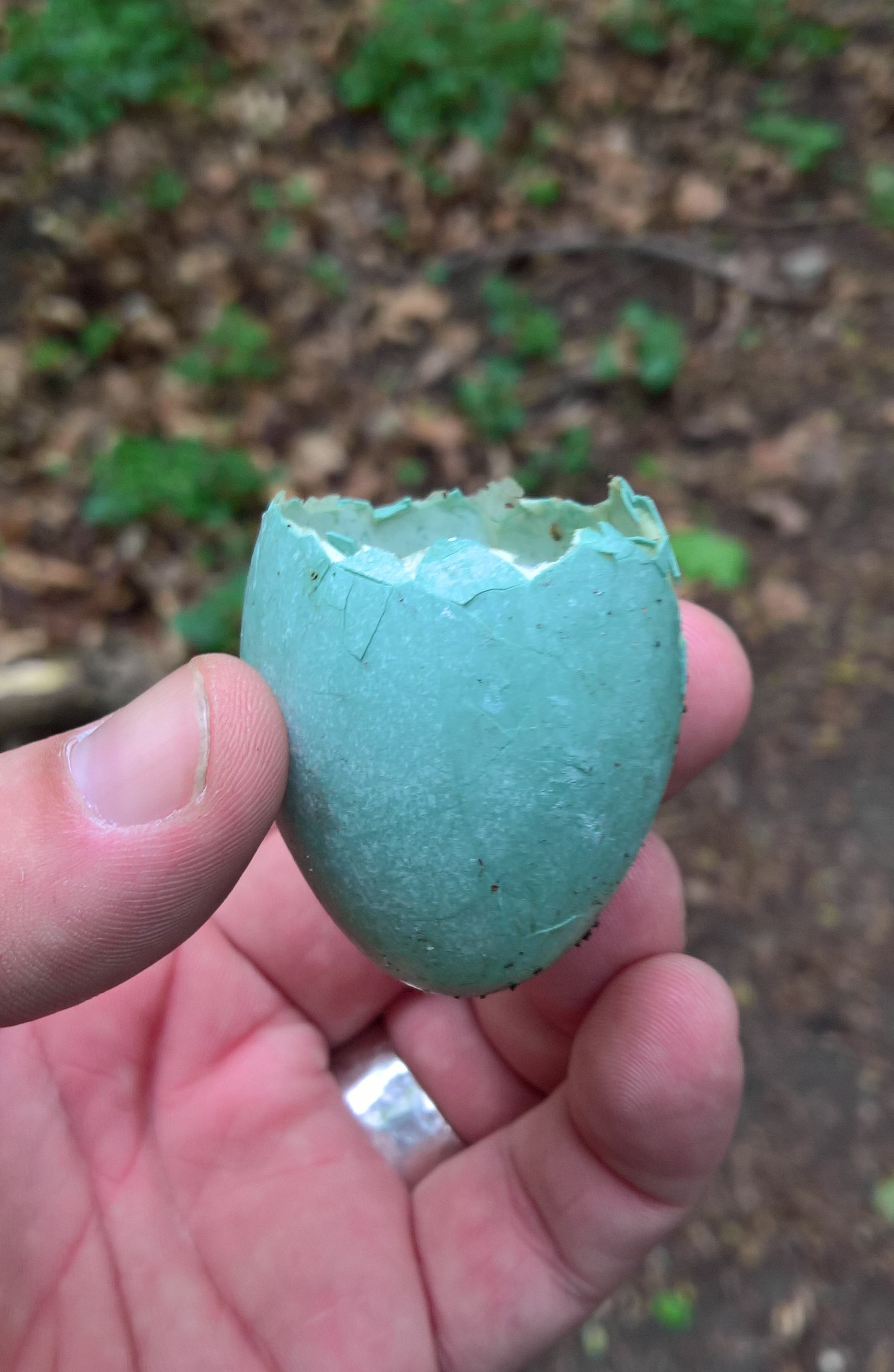
Dop van een reiger-ei, Sterrebos (2018)